# Walter Rafelsberger
Walter Viktor Ludwig Rafelsberger (* 4. August 1899 in Wien; † 1989) war ein österreichischer SS-Führer, als Staatskommissar für die Regelung der Personalangelegenheiten in der Privatwirtschaft und in den gewerblichen Organisationen der Wirtschaft zuständig und als NSDAP-Gauwirtschaftsberater maßgeblich mit der „Arisierung“ befasst.

## Leben
Rafelsberger war der Sohn eines Eisenbahnbeamten und Hofrates. Seine Schullaufbahn beendete er am humanistisches Gymnasium im März 1917 mit der Matura. Danach rückte er zur k.u.k. Artillerie ein und nahm von Oktober 1917 bis November 1918 an der Italienfront am Ersten Weltkrieg teil. Nach Kriegsende wurde er als Fähnrich der Reserve aus der Armee entlassen. Danach studierte er an der Technischen Hochschule in Wien Chemie und schloss das Studium 1921 als Diplom-Ingenieur ab. Danach war er in seinem Beruf in der Privatwirtschaft tätig, u. a. ab 1930 bei den Steirischen Stahlwerken in Judenburg.
Rafelsberger trat zum 1. Mai 1933 der NSDAP bei (Mitgliedsnummer 1.616.497). Während der Zeit des Austrofaschismus arbeitete er als illegaler NSDAP-Kreisleiter in Judenburg in der Steiermark und da er am Juliputsch 1934 nicht aktiv teilgenommen hatte ab September 1934 als Gauleiter der Steiermark. Wegen nationalsozialistischer Betätigung wurde er 1935 festgenommen und setzte sich nach dem Juliabkommen 1936 ins Deutsche Reich ab. In Berlin leitete er eine Abteilung der Überwachungsstelle für Eisen und Stahl. Er trat zum 21. März 1938 der SS bei (SS-Nummer 293.726).
Nach dem „Anschluss Österreichs“ an das Deutsche Reich war er ab April 1938 Staatskommissar für Privatwirtschaft und Leiter der Vermögensverkehrsstelle, die bis 1939 rund 26.000 jüdische Klein- und Mittelbetriebe auflöste oder „arisierte“. Rafelsberger unterbreitete im Oktober 1938 „Vorschläge für die wirkungsvolle Durchführung der Entjudung“ in denen er die Errichtung von drei „Judensammellagern“ für jeweils 10.000 Personen empfahl. Die Juden sollten für handwerkliche Berufe umgeschult werden und ihre Arbeitskraft – solange sie im Lande seien – für gemeinnützige Vorhaben auszunützen. Auch auf ausgewählten Baustellen der Reichsautobahn könnten ledige jüdische Arbeitslose eingesetzt werden. Der Lagerbau und die Verpflegungskosten sollten aus jüdischem Eigentum und Wertpapieren bestritten werden. Das Vorhaben scheiterte jedoch, weil Hermann Göring und das Reichsfinanzministerium dieser Finanzierung nicht zustimmten. Sein Stellvertreter war Hans Georg Bilgeri. Im Juni 1939 wurde Rafelsberger von seiner Leitungsfunktion bei der Vermögensstelle entbunden, die „effektiv“ arbeitende Vermögensstelle im November 1939 aufgelöst. Rafelsberger war in diesem Rahmen an der „größten finanziellen Umwälzung in der Geschichte seit der Gegenreformation führend beteiligt“ gewesen.
Ab 1939 war Rafelsberger dann NSDAP-Gauwirtschaftsberater von Wien sowie Staatskommissar für die Regelung der Personalangelegenheiten in der Privatwirtschaft und in den gewerblichen Organisationen der Wirtschaft. In dieser Funktion sorgte er dafür, dass Interessen der NSDAP in den Verwaltungen und Aufsichtsräten von Privatfirmen durchgesetzt wurden.
Am 20. April 1941 wurde er zum SS-Oberführer ernannt. Er wurde 1941 wirtschaftspolitischer Beauftragter im Südosten. Zudem wurde er noch zum Vizepräsidenten der Südosteuropa-Gesellschaft für wirtschaftliche Aufgaben ernannt.  Vom Herbst 1943 bis zum September 1944 war Rafelsberger Stellvertretender Leiter des Produktionsamtes für Verbrauchsgüter im Ministerium von Albert Speer.
Nach Kriegsende tauchte er unter und führte von Herbst 1945 bis Februar 1946 gemeinsam mit Karl Heinrich Waggerl eine kunstgewerbliche Werkstätte.
Rafelsberger wurde im Rahmen der Nürnberger Prozesse 1947/48 mehrmals vernommen. Später war er in Südtirol als Generalvertreter für die Jenbacher Motorenwerke tätig.

## Auszeichnungen
Rafelsberger erhielt während der Zeit des Nationalsozialismus mehrere Auszeichnungen, darunter das Kriegsverdienstkreuz I. Klasse ohne Schwerter, das Kriegsverdienstkreuz II. Klasse ohne Schwerter, den Landes- und den Blutorden, den Ehrendegen des RF SS sowie den Totenkopfring der SS.

## Werke
- Die wirtschaftliche Eingliederung der Ostmark in den großdeutschen Raum. In: Raumforschung und Raumordnung. 10/ 1938, S. 481–487.
- Walter Rafelsberger u. a.: Wirtschaftsbetreuung in der Ostmark. Dt. Rechtsverlag, Berlin/ Wien 1939.